# Arènes de Ronda
Les arènes de Ronda (en espagnol : Plaza de Toros de Ronda) sont parmi les plus anciennes arènes pour corrida en activité d'Espagne.

## Présentation
Elles ont été construites en 1785. La piste a un diamètre de 66 m et est entourée d'un passage formé de deux anneaux de pierre. Une des plus belles arènes du monde.

## Historique
École d'équitation (maestranza) devenue royale par un décret du 22 septembre 1572, la porte principale d'origine construite en bois en 1788 a été reconstruite en dur en 1962. Les premières corridas qui y furent organisées eurent lieu le 1er mai 1785 avec Pedro Romero de Ronda et Pepe Hillo. On y tua trente taureaux
Auparavant Francisco Romero organisait dans la maestranza  divers spectacles taurins parmi lesquels des novillades et des corridas. Manuel Ballón  « El Africano  » y a été très brillant. C'est à ce lui que Francisco Romero aurait emprunté, en se l'attribuant, l'invention de la muleta et de l'épée, un art dans lequel excellait Ballón.
A la fin de la guerre d'Espagne, entre février et septembre 1939, les Arènes de Ronda sont utilisées comme camp de concentration contre les républicains par les nationalistes de Franco.
La première corrida goyesque y fut célébrée le 16 septembre 1954 pour commémorer la naissance de Pedro Romero.

## Galerie

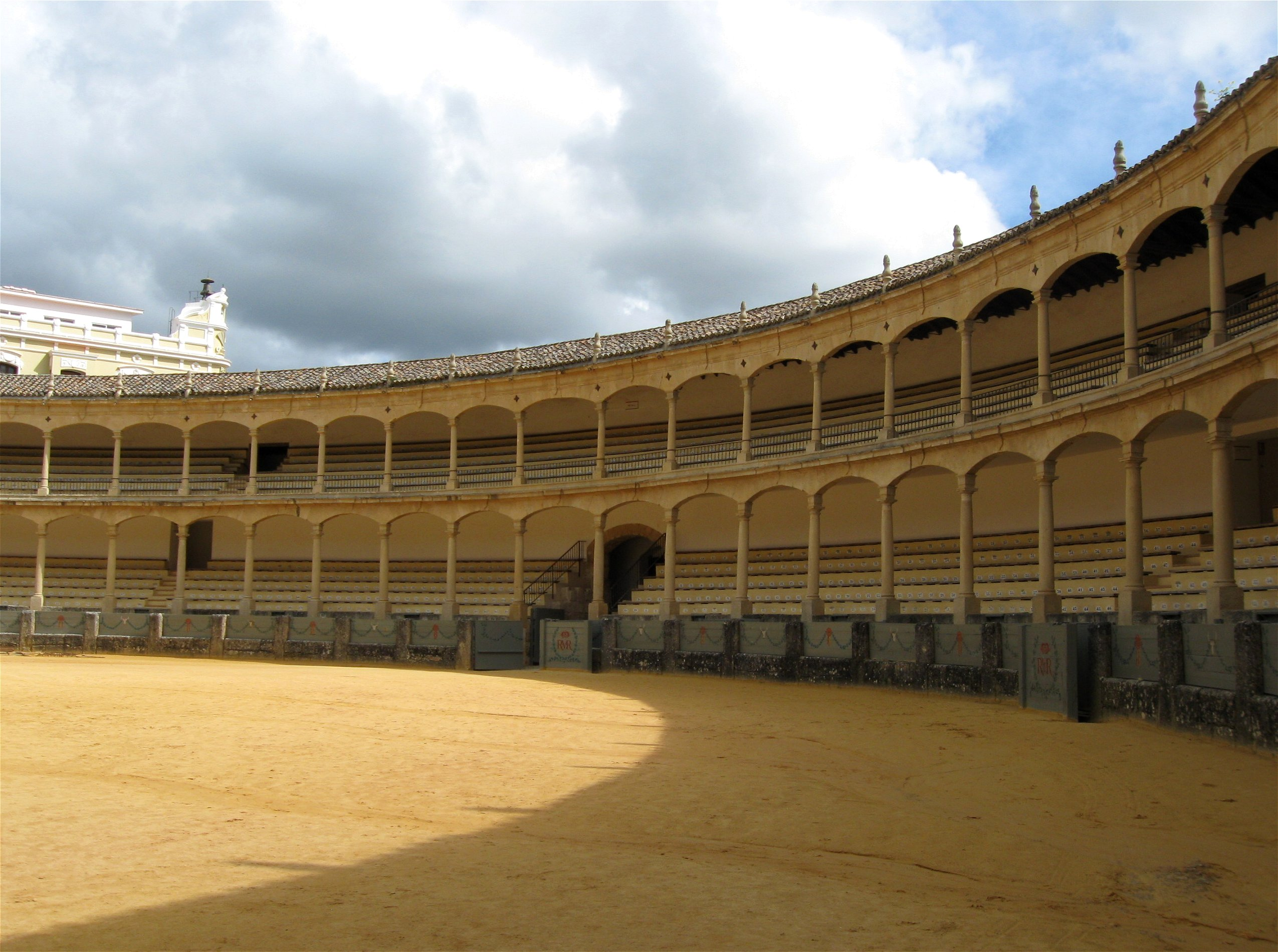
L'arène.
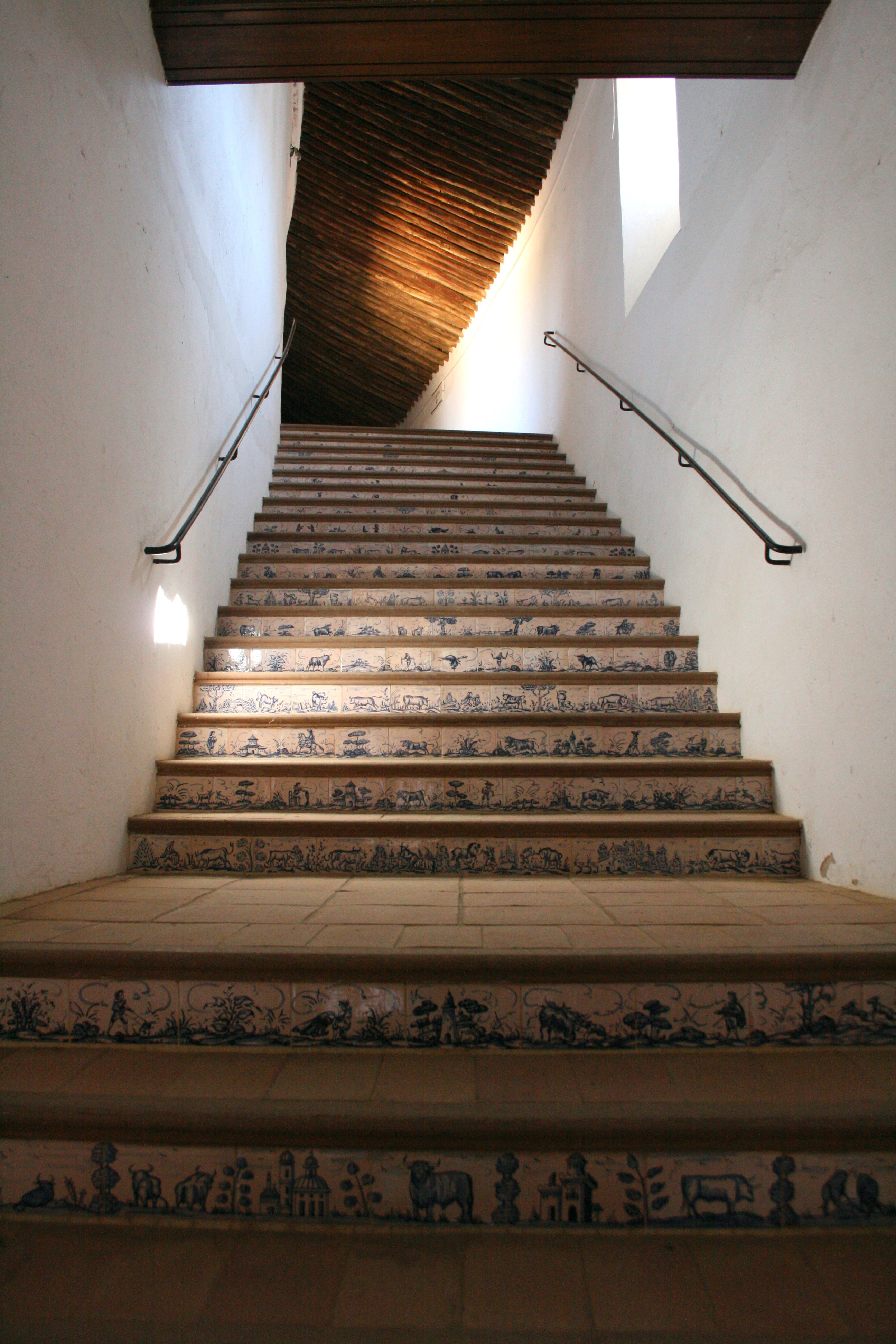
Escaliers.
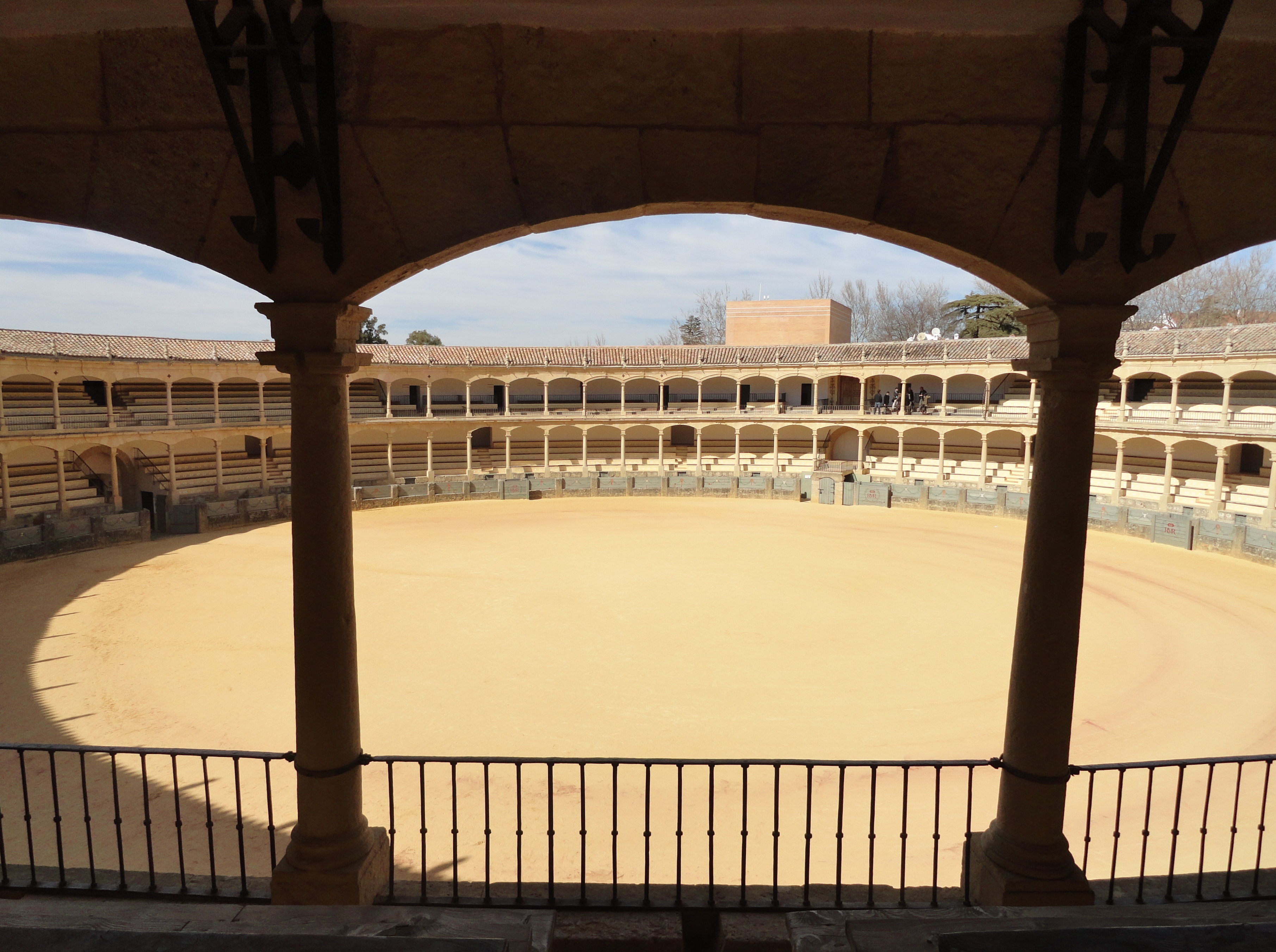
Arènes de Ronda.
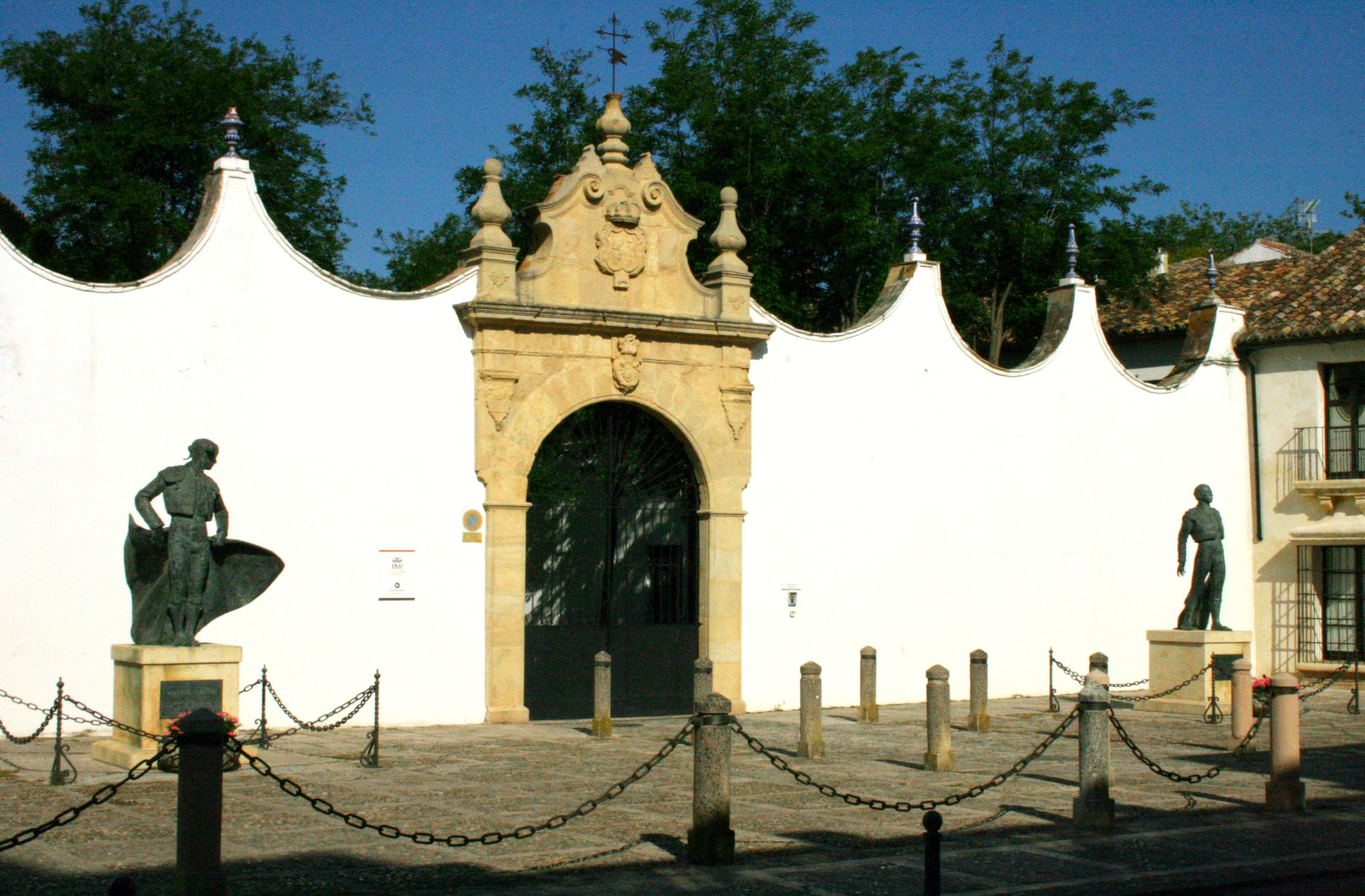
Façade extérieure.
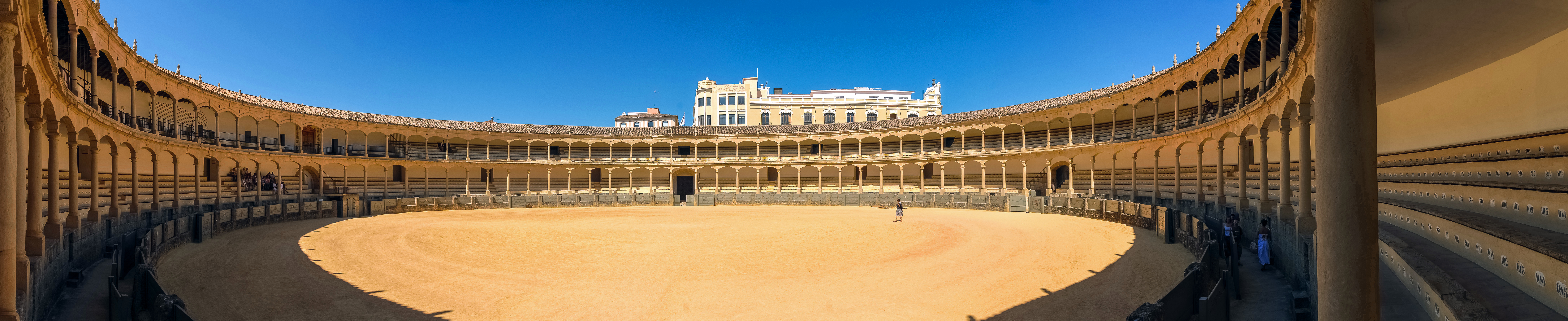
Panorama de l'arène.